# Будищев, Лев Иванович
Лев Иванович Будищев (1814, Севастополь, Таврическая губерния — 6 [18] июня 1855) — русский военный моряк, капитан 1-го ранга, герой обороны Севастополя.

## Биография
Родился в семье гидрографа Ивана Матвеевича Будищева.
13 июля 1831 года произведен в гардемарины. По окончании Морского корпуса произведен 21 декабря 1832 года в чин мичмана. В 1833 году на корабле «Пармен» участвовал в Босфорской экспедиции. В 1833—1836 годах служил на бриге «Пегас», шхуне «Вестник», транспорте «Пример», фрегатах «Тенедос» и «Бургас». В 1837 году на фрегате «Архипелаг» участвовал в десантной высадке при занятии мыса Адлер и Цибельды и за отличие награждён орденом Св. Анны IV степени с надписью «За храбрость». 3 апреля 1838 года произведен в чин лейтенанта. В 1839 году участвовал в высадке десанта при занятии Субаши и Псезуапе. В 1849 году награждён орденом Св. Анны III степени. 21 декабря 1849 года произведен в капитан-лейтенанты. В 1850—1853 годах командовал шхуной «Дротик» и бригом «Тезей». 26 ноября 1851 году «за беспорочную выслугу 18-ти шестимесячных морских кампаний» награждён орденом Св. Георгия IV степени.
Командуя 52-пуш. фрегатом «Кулевчи» участвовал в Синопском сражении и за отличие произведен 28 ноября в чин капитана 2-го ранга. В 1854 году командовал 84-пуш. кораблем «Императрица Мария» на Севастопольском рейде. В 1854—1855 годах в должности траншей-майора 3-го отделения оборонительной линии участвовал в обороне Севастополя, командовал тремя батареями на подходах к третьему бастиону и 6 декабря 1854 года «за отличие при отражении бомбардировки 5.10.1854 г.» награждён орденом Св. Анны II степени. 20 апреля 1855 года произведен в чин капитана 1-го ранга. 25 мая 1855 года контужен в голову и через два дня скончался от ран.

## Память
В честь Л. И. Будищева названа улица в Севастополе.